# ایرشکچاناد
ایرشکچاناد (به مجاری: Érsekcsanád) یک منطقهٔ مسکونی در مجارستان است که در ناحیه کیش‌کوروش واقع شده‌است. ایرشکچاناد ۵۸٫۶۲ کیلومتر مربع مساحت و ۲٬۸۰۴ نفر جمعیت دارد.